# Geology
Geology est une publication mensuelle de la  Geological Society of America (« Société américaine de géologie ») (GSA). Selon la GSA et l'ISSN, c'est la revue scientifique la plus lue dans le domaine des sciences de la Terre. Chaque numéro contient en moyenne 23 articles de 4 pages, pour un total annuel d'environ 1 170 pages. Une originalité de Geology est de publier des articles plus courts que la plupart des revues du domaine, et portant sur des recherches moins théoriques.